# Kisialewiczy
Kisialewiczy (biał. Кісялевічы; ros. Киселевичи) – przystanek kolejowy w miejscowości Bobrujsk, w obwodzie mohylewskim, na Białorusi. Położony jest na linii Homel - Żłobin - Mińsk. Nazwa pochodzi od wsi i majątku o tej samej nazwie.